# Cage Warriors
Cage Warriors Fighting Championship, también conocida como CWFC, es una empresa de artes marciales mixtas con sede en Londres, Reino Unido.
De Cage Warriors han salido algunas de las mayores estrellas de la Ultimate Fighting Championship (UFC), como los dobles campeones de peso ligero y peso pluma, Conor McGregor e Ilia Topuria, el excampeón de peso medio, Michael Bisping y la excampeona de peso paja, Joanna Jędrzejczyk.

## Historia
Cage Warriors se fundó en el año 2001, siendo el primer evento Cage Warriors 1: Armageddon.
El irlandés Graham Boylan tomó el control de la empresa en 2010. En 2012, Cage Warriors y BAMMA se reunieron con el Centro de Salud y Rendimiento Humano en Londres para crear SAFE MMA, una organización sin ánimo de lucro establecida para mejorar la seguridad de los competidores de AMM en el Reino Unido.

## Campeones actuales
| División        | Peso            | Campeón        |
| --------------- | --------------- | -------------- |
| Peso pesado     | 120 kg (264 lb) |                |
| Peso semipesado | 93 kg (205 lb)  | James Webb     |
| Peso medio      | 84 kg (185 lb)  | Dario Bellandi |
| Peso wélter     | 77 kg (169 lb)  | James Sheehan  |
| Peso ligero     | 70 kg (154 lb)  | Samuel Silva   |
| Peso pluma      | 66 kg (145 lb)  | Harry Hardwick |
| Peso gallo      | 61 kg (134 lb)  | Liam Gittins   |
| Peso mosca      | 57 kg (125 lb)  | Shaj Haque     |